# Santiago Sanz Quinto
Santiago José Sanz Quinto (Albatera, 19 de septiembre de 1980) es un deportista español que compitió en atletismo adaptado. Ganó cuatro medallas en los Juegos Paralímpicos de Verano en los años 2000 y 2004.

## Palmarés internacional
| Juegos Paralímpicos | Juegos Paralímpicos | Juegos Paralímpicos | Juegos Paralímpicos |
| Año                 | Lugar               | Medalla             | Prueba              |
| ------------------- | ------------------- | ------------------- | ------------------- |
| 2000                | Sídney (Australia)  | Medalla de plata    | 5000 m T52          |
| 2000                | Sídney (Australia)  | Medalla de bronce   | 800 m T52           |
| 2004                | Atenas (Grecia)     | Medalla de plata    | 1500 m T52          |
| 2004                | Atenas (Grecia)     | Medalla de bronce   | 5000 m T52          |